# نيفيل شابمان
نيفيل شابمان (بالإنجليزية: Neville Chapman)‏ (15 سبتمبر 1941 في المملكة المتحدة - 14 أكتوبر 1993) هو لاعب كرة قدم بريطاني في مركز الدفاع. لعب مع نادي ميدلزبره ودارلينجتون إف سى.